# エイプ (1976年の映画)
『エイプ』(A*P*E, King Kong's Great Counterattack, 킹콩의 대역습)は、ポール・リーダー監督による韓国系アメリカ人の巨大モンスター映画。
『エイプ』は、ディノ・デ・ラウレンティスによる 1976年のキングコングのリメイクとほぼ同時期にリリースされた。この映画にはロッド・アラント、ジョアンナ・カーンズ、アレックス・ニコルが出演している。

## スタッフ
- 監督：ポール・レーダー
- 製作：K.M.ヨン, ポール・リーダー
- 脚本：ポール・レーダー, リチャード・レーダー
- 撮影：トニー・フランシス、ダニエル・L・シンムズ
- 編集：ポール・レーダー
- 音楽：ブルース・マクレー
- 美術：パク・ヨンジェ
- オプチカル特撮：パク・グァンナム

## キャスト
- ジョアンナ・カーンズ：マリリン・ベイカー
- ロッド・アランツ：トム・ローズ
- アレックス・ニコル：デイビス大佐
- ヨンジョンウ：キムさん
- ジェリー・ハーク：スミス中尉
- パク・グァンナム：エイプ
- ウォルト・マイヤーズ：船員
- ポール・レーダー：ディノ